# Маринчак Віктор Андрійович
Віктор Андрійович Маринчак (отець Віктор Маринчак) (нар. 18 березня 1945, м. Харків) — український священник, філолог, русист, громадський активіст, митрофорний протоієрей, настоятель храму Іоанна Богослова Православної церкви України у м. Харкові (з 1991), кандидат філологічних наук, доцент, викладав на кафедрі російської мови філологічного факультету Харківського національного університету імені В. Н. Каразіна (1968—2022), учасник Революції на граніті, Помаранчевої революції та Революції гідності, духівник Харківського Євромайдану, кавалер ордену «За заслуги» ІІІ та II ступенів.
Віктор Маринчак є значущою фігурою українського патріотичного середовища з часу проголошення незалежності України. 1989 року долучився до українського громадського руху у Харкові: був членом «Товариства української мови імені Тараса Шевченка», «Народного руху України за перебудову», а також заступником голови Українського православного братства імені Андрія Первозваного у Харкові. Був єдиним з Харківського державного університету імені О. М. Горького, хто виступив на мітингу в Харкові під час Революції на граніті у жовтні 1990 року. У 1991 році був висвячений на священника і став настоятелем першої церкви Української автокефальної православної церкви на сході України, громада якої згодом перейшла до Української православної церкви Київського патріархату, а тепер є частиною Православної церкви України.

## Життєпис

### Ранні роки
Віктор Маринчак народився 18 березня 1945 року у місті Харкові у вчительській родині. Батько народився на Вінниччині, закінчив Харківський політехнічний та педагогічний інститути, був шкільним вчителем історії та директором шкіл на Дніпропетровщині та у Харкові, зокрема, на Журавлівці та Павловому Полі, певний час був завідувачем одного з районних відділів освіти в Харкові, у 1941—1942 роках брав участь у німецько-радянській війні. Мати — Тетяна Костянтинівна Шкурко також була вчителькою історії та географії, організовувала хорові та танцювальні гуртки, ставила театральні вистави зі школярами, але після інсульту працювала шкільним бібліотекарем, і не була членом КПРС. Хоч батьки були українцями, але вдома спілкувалися російською мовою через політику русифікації в Радянському союзі.
У дитинстві вихованням Віктора Маринчака займалися бабуся Ганна Шкурко, яка жила разом з ними і вчила малого Віктора читати, та мама, хоч була завжди зайнятою. Батько вихованням майже не займався. У 1946 році Віктора хрестили, оскільки його мати була дуже прихованою віруючою людиною, і навчила сила молитви «Отче наш»
У школі Віктор Маринчак вчився, за його словами, посередньо, проте не був хуліганом. Також займався баскетболом, плаванням та водним поло. Пробував займатися авіамоделюванням, цікавився авіацією, особливо військовою, тому батьки думали, що він вступатиме до авіаційного інституту в Харкові. Вчився він у російськомовній школі, через що після закінчення школи його українська, за словами Віктора Маринчака, «залишала бажати кращого». Любив читати книжки, художню та пригодницьку літературу, і книги, за його словами, «були справжніми друзями», захоплювався музикою. Сім'я жила бідно, але не найбідніше за всіх, хоча вчителям тоді платили мало. Сам Віктор бачив бідність, а у половині його однокласників не було батька. Сім'я жила поблизу Павлового Поля, що тоді було околицею Харкова, на вулиці, яка вела до кладовища..
З 8-го класу він почав писати щоденник, а восени 1960 року почав писати перші власні вірші, які писав до першого курсу. Він в цей час прочитав низку творів, серед яких була книга «Розповіді літературознавця» Андроникова. У 1968 році він знову написав низку віршів, а потім почав писати прозу. Як згадує Віктор Маринчак, з середини 9-го класу він повністю зосередився на гуманітарній сфері і остаточно перелаштувався на літературу.
Наприкінці 1950-х років Віктор Маринчак із сестрою, яка у той час була вже студенткою, були достатньо вільні у спілкуванні на актуальні на той час теми, і часто дискутували з батьком, який не мав тієї свободи як вчитель історії та член КПРС. Із старшої школи почав розуміти хибність марксистської ідеології через нерівність і відсутність свободи. Разом із тим, Віктор вступив до комсомолу

### Студентські роки

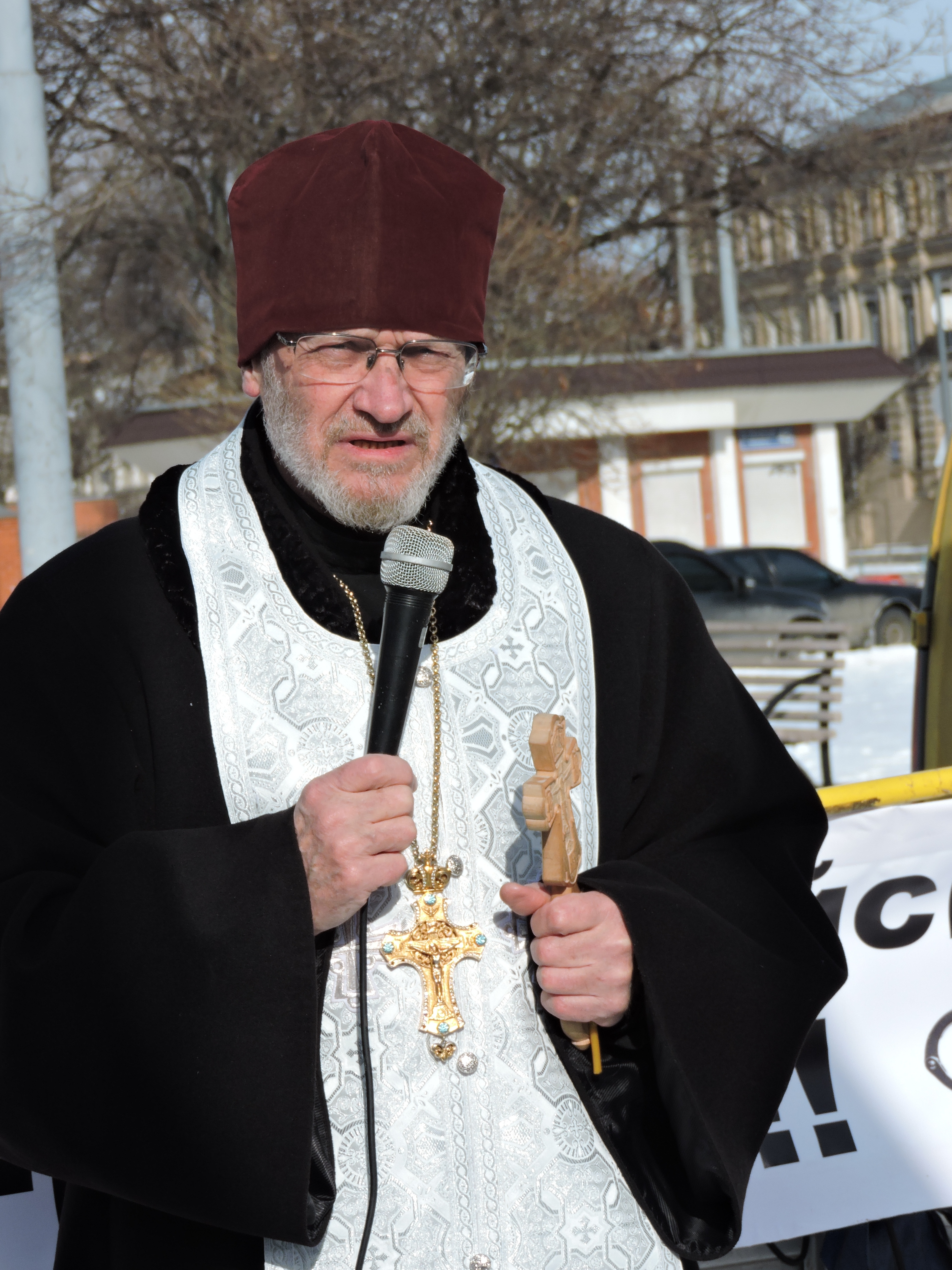
о. Віктор Маринчак на акції пам'яті в День Героїв Небесної сотні у Харкові (2021)

У юнацькі роки батько давав Віктору Маринчаку відчути свободу життя. В родині на нього не тиснули при виборі професії і нормально поставилися до його вибору — філології, хоча очікували, що вступить до Харківського авіаційного інституту на інженера. Хоча сам Віктор вважає, що конфлікт в сім'ї через це таки існував.
Проте Віктор не одразу подав документи на філологічний факультет Харківського державного університету імені О. М. Горького. Тому у 16 з половиною років пішов працювати, у листопаді. Наступного року на момент подачі документів на вступ у нього навіть року не було виробничого стажу, якого для вступу мав мати аж 2 роки. Через це він подав документи на вечірнє відділення, і у 1962 році став студентом філологічного факультету ХДУ імені О. М. Горького: вдень працював, а ввечері вчився. За його словами, через такі обмеження студенти вечірніх відділень гуманітарних факультетів були достатньо сильними. Вступаючи на філологічний факультет, мав написати твір українською мовою, проте через деякий час цю вимогу для абітурієнтів скасували. Навчався на російському відділенні філфаку Харківського державного університету, проте української мови навчали фахово, що давало право викладати її в школі.. Часто прогулював пари, але на заняття з української літератури Володимира Босяновича ходив. Не був відмінником, і пишається, що у заліковій книжці має трійку з предмету «Історія КПРС». У студентські роки читав Осипа Мандельштама, Бориса Пастернака, Юрія Козакова тощо..
Згодом товариш йому розповів про вакансію помічника режисера в оперну студію. Він пішов, і навіть почав працювати, але в тій студії знайшли людину з музичною освітою. Проте Віктору Маринчаку запропонували стати методистом в навчальній частині Харківської консерваторії, де він далі і працював. Після роботи майже щодня йшов до Харківської державної наукової бібліотеки імені В. Г. Короленка, де читав і займався самоосвітою. Ходив і до Наукової бібліотеки Харківського університету, яка також була поруч. Від бібліографів навчився різним фаховим речам. Працюючи в навчальній частині, навчився друкувати на друкарській машинці. По тому він передруковував самвидав: твори Марини Цвєтаєвої, Йосипа Бродського, його роман «Доктор Живаго», стенограму суду над ним, роман «По кому подзвін» Ернеста Гемінґвея, твори філософів, культурологів, серед яких був Микола Бєрдяєв тощо. Щоби читати вірші Івана Драча, Віталія Коротича та Ліни Костенко, він у студентські роки придбав російсько-українські словники для утилітарно-прагматичної мети. Згодом, у 1970-ті роки, він ознайомився з роботою Івана Дзюби «Інтернаціоналізм чи русифікація?», аргументи якої, на думку Віктора Маринчака, не можна було спростувати за допомогою найвишуканішої демагогії з боку її критиків.
Так він поступово потрапив до харківського культурного середовища: спілкувався Ігорем Бірем, який доживав своє життя у Харкові, Вагрічем Бахчаняном, Борисом Чичибабіном, Володимиром Мотричем, до яких міг прийти в гості чи які могли дати почитати різну літературу. Приміром, сам Володимир Мотрич, який жив біля Харківської консерваторії, у колишньому Саммеровському провулку (нині — провулок Людмили Гурченко), давав Віктору Маринчаку тексти для друку на друкарській машинці, у тому числі свої вірші і самвидав. Інколи Володимир Мотрич надиктовував тексти, які друкував Віктор. На початку 1960-х, у час хрущовської «відлиги» Віктор Маринчак ходив до лекторію у Харкові, де відбувалися виступи різних людей та проходили дискусії про культуру та культ особи. Ці дискусії в лекторії проходили до 1963—1964 років, а потім вони припинилися. Він також ходив до поетичні вечори літераторів, які приїздили до Харкова, чи які проводилися у місті. Слухав і закордонне радіо — BBC, «Голос Америки», «Радіо Свобода», «Радіо Ватикану». Для цього ходив до товариша, у якого був хороший радіоприймач, оскільки в ті роки «ворожі голоси», як тоді називали закордонне радіо, сильно глушили. Проте влітку, коли був в селі, було легше слухати закордонне радіо — там глушили гірше, ніж у місті.
У 1966 році став вчителем у школі, де раніше працювали його батьки, викладав і українську мову. Тут він пропрацював до 1968 року. Віктор Маринчак під час подій Празької весни 1968 року вчителював у школі, був класним керівником 5-го класу, і згадував, що обговорення політичних тем з дітьми не було.

### На викладацькій роботі

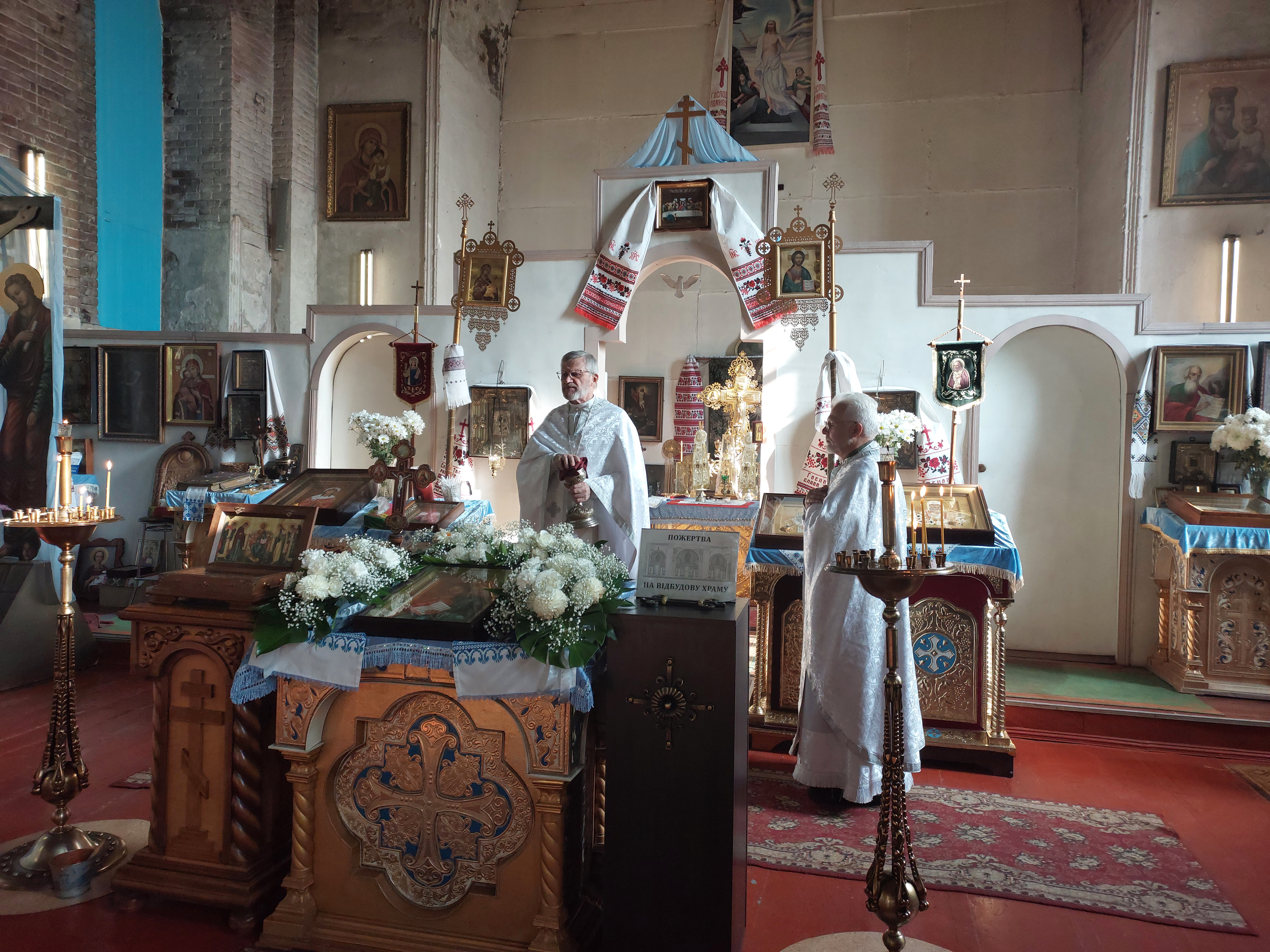
о. Віктор Маринчак (перед царськими вратами) під час літургії у храмі Іоана Богослова у Харкові (2024)

За 3 місяці після закінчення філологічного факультету за спеціальністю «російська філологія» Віктора Маринчака прийняли на роботу до Харківського державного університету імені О. М. Горького, і з 1968 року викладав на кафедрі російської мови філологічного факультету Харківського державного університету імені О. М. Горького. Сам Віктор Маринчак вважає, що його взяли працювати на кафедру через те, що до цього часу він не виявив своєї політичної позиції, навчаючись на вечірньому відділенні, бо якби вчився на стаціонарі, то потрапив би під підозру. В аспірантурі він не навчався, і тому приходилося багато знань протягом всього свого життя здобувати самоосвітою. Перші роки викладацької роботи були важкими, бо до викладання предметів треба було вчасно підготуватися. Працюючи в університеті, він сумував за вчителюванням у школі. Відчувався тиск з боку партійного бюро, яке на гуманітарному факультеті було важливішим за деканат. Після запізнення на 2 хвилини на першотравневу демонстрацію, до 1988—1989 років на нього чинився тиск з боку партійного бюро, і його ставили для інших як поганий приклад. Тому вступати в КПРС після цього клейма йому не пропонували.
Три роки пропрацював в Харківському державному університеті Віктор Маринчак, кілька разів отримував відстрочку від армії. В Радянській армії він служити не хотів. Але у 1971 році його все ж призвали до лав Радянської армії. За словами Віктора Маринчака, служба в армії була однією з найцікавіших та найгарніших сторінок його життя. Після навчальної частини під Ташкентом служив рядовим у запасній роті на тому ж полігоні. Згодом його перевели до газети дивізії, де він служив військовим кореспондентом на посаді «коректор-машиністка», і їздив по Середній Азії, де були військові частини дивізії для написання статей для військового журналу. Після завершення строкової служби Віктору Маринчаку запропонували залишитися працювати в газеті військового округу «Фрунзевець», до якої він також писав статті, проте він відмовився.
Наприкінці 1972 року Віктор Маринчак після служби в армії повернувся до Харкова, і продовжив викладання на кафедрі російської мови філологічного факультету Харківського державного університету імені О. М. Горького, хоч йому пропонували місце в аспірантурі кафедри російської літератури. Проте він вирішив зайнятися мовознавством, щоби уникнути ідеологічної компоненти. Бачив як навколо активізується боротьба з українською інтелігенцією.
Певний час був куратором академічної групи, і мав давати політінформацію студентам, що йому не подобалося, бо він мусив тлумачити інформацію чергового з'їзду КПРС, викладати дітям твори Карла Маркса і Володимира Леніна. Через деякий час він позбувся цього навантаження, і повернувся до кураторства лише в часи «перебудови» у часи Михайла Горбачова. Як молодий викладач мав багато різного навантаження: брав участь у добровільних народних дружинах, чергував у гуртожитку, проводив лекції з ораторського мистецтва в Будинку політпросвіти (тепер — Навчально-науковий інститут «Інститут державного управління» ХНУ імені В. Н. Каразіна), виступав перед журналістами тощо. Певний час він був куратором факультетської стінної газети, і давав її авторам свободу, не тиснув на них. Проте кілька випусків отримали критичні огляди в університетській газеті та критику партійного комітету університету. Віктора Маринчака звинувачували в «буржуазному пацифізмі». Протягом 1970-х — 1980-х років Віктор Маринчак дистанціювався від цього через занурення в наукові проблеми, читання літератури, поезії, художньої творчості. Зокрема, захоплювався творчістю та творами Арсенія Тарковським, Богдана-Ігоря Антонича, Юрія Лотмана, Юрія Трифонова, Василя Бєлова, Григіра Тютюнника та Івана Миколайчука.
Дисертацію Віктор Маринчак писав сам і дуже довго, бо не мав умов для цього, також довго шукав наукового керівника, якого знайшов Інституті мовознавства Академії наук СРСР у Москві. Все ж у 1982 році він захистив кандидатську дисертацію на тему «Анализ семантико-синтаксической организации текста (на материале русской научной речи)», за кілька днів до смерті Леоніда Брежнєва.

### Шлях до церкви
У перший раз Віктор Маринчак прийшов до церкви 6 січня 1974 року, коли мав проблеми в особистому житті. Тоді один з його вчителів Микола Криворученко привів його на службу до Благовіщенського собору, де був гарний хор, що співав щось із класики. Тоді ж він дав йому почитати «Новий Заповіт». У в подальшому допоміг придбати Євангеліє, молитвослови, давав читати церковну літературу. У подальшому спрямував Віктора Маринчака до Трьохсвятительського храму, познайомив з отцем Василем Серовським, який став першим його духівником. Віктор став парафіянином цієї церкви, куди їздив з Павлового Поля, де на той час він мешкав. Достатньо швидко в нього з'явилася думка стати священником, проте Микола Криворученко пояснив, що для цього треба пройти через випробування і допомагати органам, після чого відклав цю думку на багато років. А наприкінці 1970-х — на початку 1980-х років не часто приходив до церкви. Московська церква була для Віктора Маринчака неприйнятною через необхідність глибоко співпрацювати з режимом, у тому числі КДБ СРСР. Загалом шлях до священництва у Віктора Маринчака тривав приблизно 20 років.
Після смерті батька у 1981 році Віктору Маринчаку порадили частіше ходити до церкви, і він став частіше ходити до Трьохсвятительської церкви у Харкові, хоча не регулярно, зокрема, через велику завантаженість на роботі. Наприкінці 1980-х років він рідко ходив до церкви, але мав «Настольную книгу священнослужителя» та «Богослужебный сборник», які багато читав.
У 1985 році Віктор Маринчак отримав гарних студентів, з якими організував три гуртки: гурток міфопоетичної культури, гурток поезії, аспірантський семінар. На аспірантський семінар приходили не лише аспіранти, оскільки на ньому, серед іншого, розкривали символіку ікон. У той же час, у середині 1980-х років він викладав серед інших предмет «Історична граматика», яка серед студентства вважалася складною через те, що її було складно скласти з першого разу. Наприкінці 1980-х — на початку 1990-х років Віктор Маринчак читав курси «Історія мови» та «Вступ до слов'янської філології».

### На шляху до священництва УАПЦ

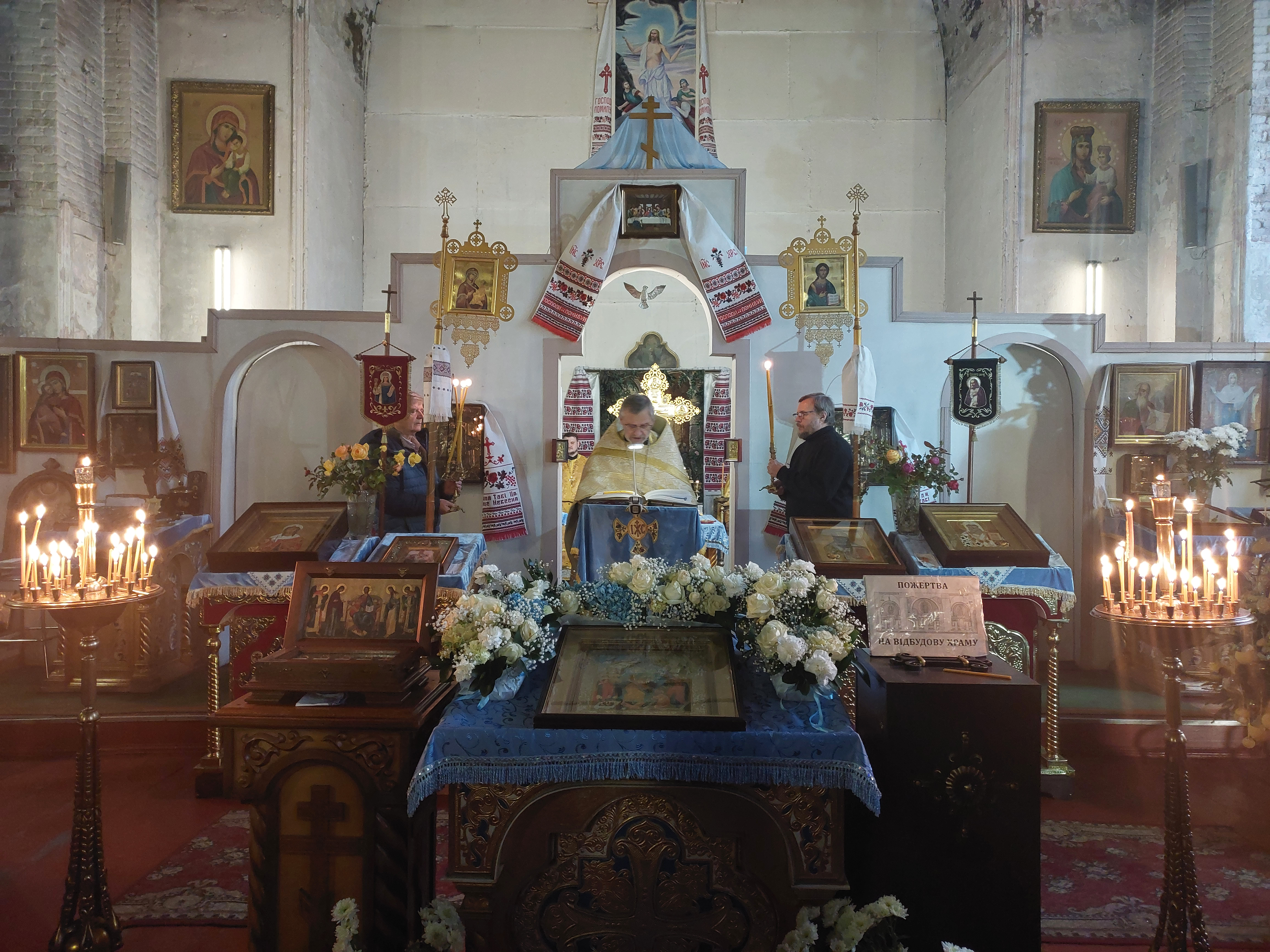
о. Віктор Маринчак (по центру) під час літургії у храмі Іоана Богослова у Харкові (2024)

Наприкінці 1988 року він став активним членом «Товариства української мови імені Тараса Шевченка», а у 1989 року — «Народного руху України за перебудову», до якого долучився під установчих зборів, які проходили за кілька місяців до «Революції на граніті» Під час обговорення законопроєкту «Про мови в Україні» він виступав проти надання статусу російській мові як другої державної в Україні, і резолюція з такою позицією була підтримана кафедрою російської мови Харківського державного університету імені О. М. Горького, де він працював, і була оприлюднена у пресі та на телебаченні.
Під час «Революції на граніті» у жовтні 1990 року після оголошення всеукраїнського страйку відбувся мітинг біля Харківського державного університету імені О. М. Горького. У день мітингу він побачив, що на заняття прийшло три чверті курсу, і заявив, що на цьому мітингу товариші студентів, і студенти, що прийшли на заняття, можуть робити, що вважають за потрібне, але проводити це заняття в таких умовах він не може. Того дня пари не проводилися, і сам Віктор Маринчак приєднався до мітингу, який проходив прямо біля входу до університету. На прохання Валентини Овід він також виступав на тому мітингу, після чого дехто з його колег перестав з ним вітатися. Він був єдиним з університету, хто виступив на цьому мітингу. Після його участі в мітингу та його студентів, яких він вивів на нього, відбулося обговорення цієї події на партійному комітеті КПРС Харківського університету, проте жодних «організаційних висновків» до Віктора Маринчака з боку парткому не було застосовано, оскільки, за його словами, співробітники парткому відчували хиткість свого становища.
Наприкінці 1989 року у Харкові було утворено Українське православне братство імені Андрія Первозваного, до якого Юрій Ісіченко запросив і Віктора Маринчака. Проте Юрій Ісіченко називає інший час утворення братства: 15 лютого 1990 року він зібрав у себе в гуртожитку низку керівників патріотичних організацій і запропонував утворити в Харкові громадську організацію для розвитку релігійних цінностей. Йому доручили організувати цей процес: було створено оргкомітет Українського православного братства імені Андрія Первозваного на Харківщині, а 7 липня 1990 року було проведено в аудиторії Харківського державного університету, де він та Віктор Маринчак працювали, установчі збори братства. Тоді ж було створено Успенську парафію УАПЦ, проте пакет документів в Харківському обласному управлінні в справах релігії загубили і знайшли їх лише тоді, коли Успенський собор у Харкові передали УПЦ МП. Очільником Українського православного братства імені Андрія Первозваного у Харкові став кандидат філологічних наук, доцент Харківського державного університету імені О. М. Горького Юрій Ісіченко, його заступником обрали Віктора Маринчака, а скарбником стала Ніна Немировська.
У 1990 році члени Українського православного братства імені Андрія Первозваного збиралися у приміщенні Харківського відділення Українського фонду культури, яке розташовувалося на тодішньому майдані Радянської України (тепер — Майдан Конституції). Там проводили один раз на тиждень лекції на релігійні теми Юрій Ісіченко та Віктор Маринчак. Того ж 1990 року до Харкова приїздили отці Української автокефальної православної церкви зі Львова з церкви святих апостолів Петра і Павла — о. Іван Пашуля та о. Микола Кавчак, і Віктор Маринчак допомагав їм на літургії та панахиді, а також читав і співав. Після однієї з літургій біля Успенського собору у Харкові, під час якої Віктор Маринчак підспівував хору, отець Іван Пашуля заявив, що в Харкові є кандидат на те, щоби стати священником, натякаючи на Віктора Маринчака.
Після цього представники харківської спільноти, серед яких були Юрій Ісіченко, Ніна Немировська, Владислав Проненко і Олег Кучер, запрошували Віктора Маринчака стати священником, проте остаточно цю пропозицію сформулювали Юрій Ісіченко та Владислав Проненко. Одночасно, Віктору Маринчаку та Юрію Ісіченку було доручено організували катехитичні курси, на яких викладачем мав бути саме Віктор Маринчак. Після створення катехитичних курсів Віктор Маринчак викладав на них разом з Юрієм Ісіченком та співробітником Харківського літературного музею Олегом Кучером. Під час приїзду до Харкова патріарха УАПЦ Мстислава саме Віктору Маринчаку доручили його зустрічати та виголосити вітальне слово, і весь час відбувалися розмови на тему його майбутнього священства. Як зізнається Віктор Маринчак, що коли у нього з'явилася думка стати священником, то вона була не про якусь місію, а про служіння Богу.
Проте УАПЦ зі Львова не надіслала священника до Харкова, хоча представники Українського православного братства імені Андрія Первозваного прохали про це. Тож Віктор Маринчак зголосився стати священником. Це був його свідомий вибір обрати українську церкву, яка була вільною від тиску КДБ СРСР, адже Московський патріархат був просякнутий зв'язками із КДБ і тодішньою владною системою. Перед поїздкою до Львова для навчання на священника у Віктора Маринчака був лише тільки-но пошитий підрясник, але згодом друзі із РПЦ подарували йому облачення священника. У липні 1991 року його відправили до Львова, до церкви святих апостолів Петра і Павла. 30 липня 1991 року відбулася священницька хіротонія Віктора Маринчака у церкві святих апостолів Петра і Павла у Львові, яку звершив єпископ Буковинський і Чернівецький Даниїл, і отець Віктор став першим ієреєм української церкви на Слобожанщині. Проте до середини серпня Віктор Маринчак ще залишався у Львові, перебуваючи на навчанні..
16 липня 1991 року відбулися установчі збори громади храму Іоанна Богослова під його стінами, оскільки будівля перебувала у віддані «Харківгоспторгу». Храм Іоана Богослова на Іванівці тодішня влада за погодженням з митрополитом УПЦ МП Никодимом (Руснаком) та після приїзду патріарха УАПЦ Мстислава 14 серпня 1991 року вирішила передати громаді Української автокефальної православної церкви у Харкові. Перед перед установчими зборами громада храму прибирала подвір'я храму під його мурами, і, за згадками Віктора Маринчака, ще ніколи така робота не була йому в радість.
19 серпня 1991 року, на тодішнє свято Преображення Господнє, отець Віктор Маринчак відправив перше богослужіння і освячення плодів біля стін храму Іоанна Богослова у Харкові. На богослужіння він пішов разом зі своєю донькою Наталкою, бо дружина переймалася за нього через приналежність до УАПЦ, ще не знаючи про початок в Москві путчу Державного комітету з надзвичайного стану. На богослужінні були присутні близько 200 осіб, зокрема депутати, студенти, викладачі, професори вишів, активісти, молодь, прибічники свободи і змін в суспільстві, загалом активна громадськість Харкова, а також мешканці Іванівки, де розташований храм, і деякі атеїсти. За словами Віктора Маринчака, велика кількість людей, яка заполонила подвір'я храму, додавала сил і надихала. Він тоді сказав, що путч ДКНС несерйозний, бо в іншому разі люди не змогли би зібратися на богослужіння А надвечір того ж дня Віктор Маринчак поїхав проводити службу та освячення плодів в одному з дитячих таборів. Після загибелі 21 серпня 1991 року трьох молодих людей у Москві під час подій серпневого путчу, українська релігійна громада відслужила панахиду за ними біля Пам'ятного хреста жертвам Голодомору у Молодіжному парку в Харкові. Від самого першого богослужіння править їх українською мовою. Серед перших парафіян отця Віктора Маринчака були колишні політичні в'язні радянської доби, студенти, викладачі університету, поети, актори, правозахисники, машканці Іванівки у Харкові Настоятелем храму Іоана Богослова став отець Віктор Маринчак, а регентом церковного хору стала Лариса Доннік На перших богослужіннях Віктору Маринчаку допомагав отець Володимир Пашло з Америки. І під час богослужіння 19 серпня 1991 року на подвір'ї храму Іоана Богослова, і протягом ще двох місяців на кожному богослужінні у Харкові були присутні по одному — два співробітники КДБ.
На наступний день після першого богослужіння, 20 серпня 1991 року, Віктор Маринчак прийшов на роботу, і завідувач кафедри питав як він, будучи священником, збирається продовжувати працювати, на що Віктор Маринчак відповів, що якщо університет буде заважати йому бути священником, то він з вишу піде. Вже після того, як Верховна Рада УРСР проголосувала за Акт проголошення незалежності України, він зайшов до декана факультету, який нервував, проте дізнавшись, що Віктор Маринчак просить за свою аспірантку, сказав, що в усьому допоможе. Згодом була зустріч з колегами по факультету на тему християнства, а в університеті спокійно поставилися до вибору Віктора Марнчака стати священником. До того ж колеги запрошували освятити їхні помешкання чи відспівати їх рідних. Певний час, після того, як він став священником, замислювався, щоби полишити викладання в університеті, оскільки церковна служба потребувала багатьох фізичних та духовних сил, проте вирішив продовжити викладацьку роботу. Однією з причин було те, що без філології його життя буде не повним.
Освячення храму Іоанна Богослова у Харкові відбулося 21 вересня 1991 року, на тодішнє свято Різдва Пресвятої Богородиці. Тоді ж було проведено першу літургію у приміщенні храму. Як згадує Віктор Маринчак, потрапивши в середину храму в нього перехопило дух. Будівля храму була зруйнована на 70 %, і розрахунок був на те, що громада церкви не витримає випробувань і складнощів першої зими, розбіжиться, і після цього цей храм також перейде до рук УПЦ МП. Проте нова громада храму Іоанна Богослова виявилася впертою.. Коли вдарили морози взимку 1991—1992 років, то активісти перестали ходити до церкви, і залишилися поодинокі жінки похилого віку, яких отець Віктор Маринчак особисто не знав. Вони запропонували перейти в прихрамовий будинок, бо він опалювався, проте його дружина була проти цієї ідеї, бо як не буде у церкві служби, то церкву не відновити. Також через ворогування серед людей він навіть прохав смерті, бо було боляче на це дивитися, а сам піти від справи священства, з якою ототожнив себе, грюкнути дверима не міг. Але любов парафіян до нього як до священника допомогла подолати це.
У перші роки свого священництва отець Віктор Маринчак намагався спілкуватися з представниками Української православної церкви (Московського патріархату), але в їх очах він вважався розкольником. Останній раз, за словами самого отця Віктора, він спілкувався з митрополитом Харківським і Богодухівським УПЦ МП Никодимом (Руснаком) у 1997 році. Також в цей час громаду храму Іоанна Богослова намагалися знищити, а у 1993 році один з єпископів хотів накласти на Віктора Маринчака заборону на богослужіння. Погрожували і меценатам храму, щоби обрізати спонсорську допомогу молодій релігійній громаді: одному з меценатів погрожували у 1993 році, а іншого — збанкрутували у 1995 році.. Після цього не хотіли підставляти людей, і відбудовували храм Іоанна Богослова власними силами.
Віктор Маринчак згадував, що він свідомо обрав українську церкву та Україну, оскільки це пов'язано з його християнськими переконаннями та свідомістю, і, як християнин, він має бути на боці знедолених і пригноблених, «бути зі своїм народом, бо Христос на боці тих, хто гноблений». Також для нього велика честь служити храмі Іоана Богослова, адже більшої нагороди, відповідальності і свободи, ніж це служіння як священник він не мав у своєму житті.
У вересні 2000 року отець Віктор Маринчак був членом редакційної комісії Четвертого Помісного Собору УАПЦ, який проходив 14-15 вересня 2000 року, і на той момент мав титул митрофорного протоієрея.

### У часи революцій та АТО (2004—2022)

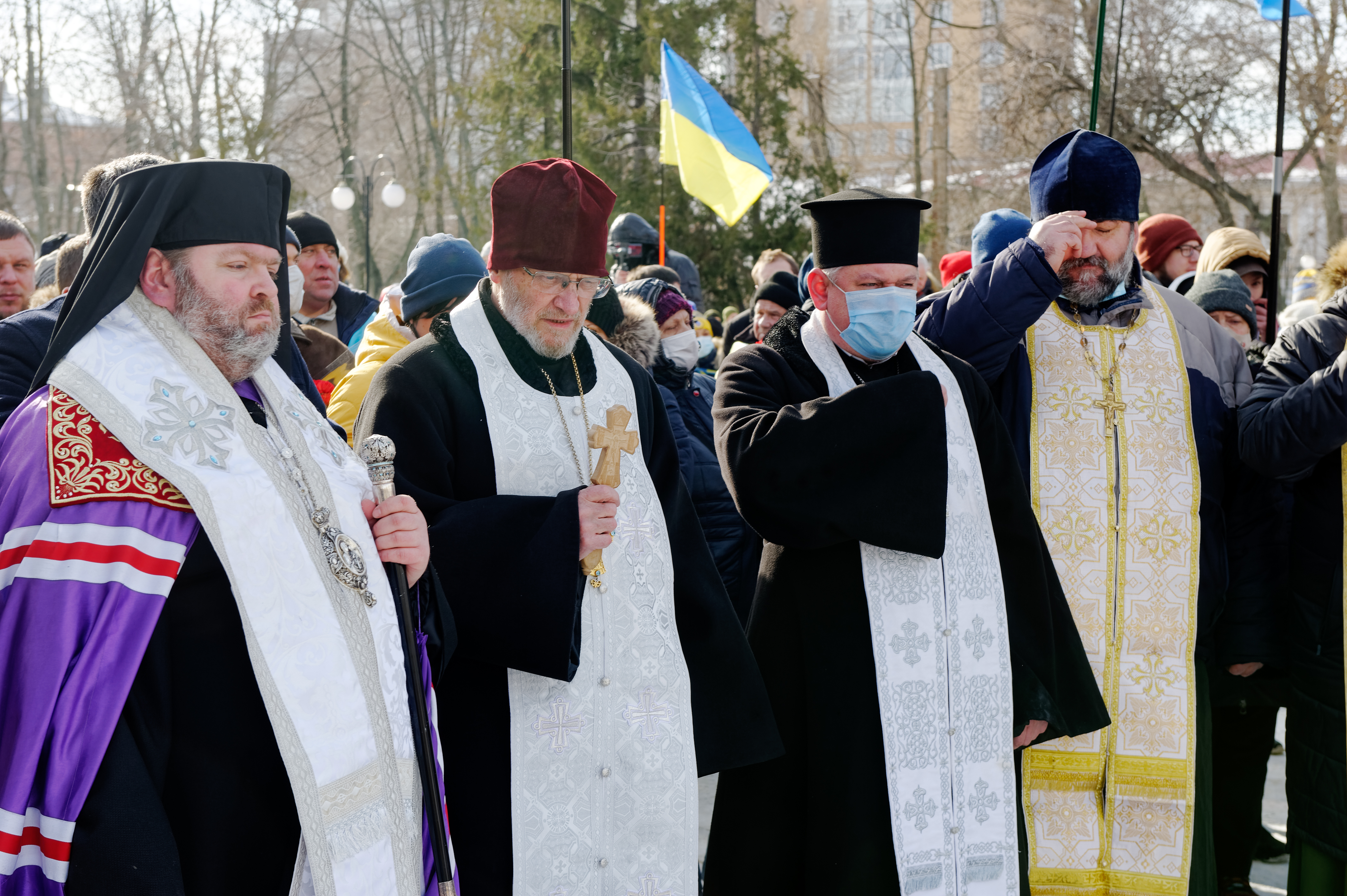
о. Віктор Маринчак (другий зліва) на акції пам'яті в День Героїв Небесної сотні у Харкові (2022)

Віктор Маринчак брав активну участь у Помаранчевій революції у 2004 році, через що університетське середовище його «діставало».
Щоби вберегти громаду, Віктор Маринчак у травні 2006 року перейшов з громадою храму Іоана Богослова від Української автокефальної православної церкви до Української православної церкви Київського патріархату, залишився настоятелем храму та митрофорним протоієреєм. Причиною переходу сам Віктор Маринчак назвав розпад УАПЦ, самоізоляцію окремих єпархій і перетворення їх на окремі громади, що суперечить ідеї соборності церкви, а також незадоволення громади храму ситуацією в УАПЦ. На тлі цього, у листопаді 2005 року не відбувся Об'єднавчий собор УПЦ КП та УАПЦ. Через понад 10 років після цієї події він зазначав, що підтримує гарні стосунки зі священниками як УПЦ КП, так і УАПЦ. У липні 2006 році через приїзд до Харкова патріарха УПЦ КП Філарета, а потім ще у 2008 році під храмом Іоана Богослова були протести та стояння прибічників Української православної церкви Московського патріархату проти «розкольників», як вони називали парафіян УПЦ КП, що «захопили храм».
Вперше на Харківський Євромайдан, який розпочався за два дні до київського, і проходив 19 листопада 2013 року на майдані Свободи, Віктор Маринчак прийшов як приватна особа, а не священник, проте там виступив до учасників акції. З перших днів грудня 2013 року Віктор Маринчак ходив на Харківський Євромайдан як священник, і говорив, що вимоги свободи і достоїнства, протистояння злу — це християнські вимоги Як згадував Віктор Маринчак, він прийшов на Харківський Євромайдан тому, що на ньому були його парафіяни. Також він молився, проводив молебні і панахиди, виступав і говорив, що церква надихає не боятися, надихає бути мужніми та мати волю. Згодом його стали називати духівником або духовним лідером Харківського Євромайдану. А у березні 2014 року він написав текст листа, який підписали викладачі кафедри російської мови філологічного факультету Харківського національного університету імені В. Н. Каразіна, до президента Росії Володимира Путіна, в якому зазначалось, що російськомовне населення України не мало утисків та не потребує захисту. Через цей лист завідувачці кафедри погрожували колеги зі столиці Росії Москви.
Отець Віктор Маринчак у 2014 року відспівував Героїв Небесної сотні Євгена Котляра та Владислава Зубенка, з того часу духовно підтримував українських воїнів у військових частинах та у госпіталях, відспівував загиблих українських вояків у боях російсько-української війни, активістів та волонтерів, серед яких були Ігор Толмачов та Михайло Кабанов. Також у квітні 2014 року отець Віктор Маринчак брав участь у молебні за єдину Україну, яка відбувалася на майдані Конституції у Харкові, а у травні 2014 року брав участь у хресній ході навколо Харкова за мир в Україні разом з місцевим автомайданом, а у серпні 2015 року разом з єпископом Харківським і Богодухівським УПЦ КП Митрофаном здійснив хресний обліт Харкова для захисту міста.
У лютому 2018 під час передачі Віктору Маринчаку ордена «За заслуги» II ступеню голова Харківської ОДА Юлія Світлична відзначила, що отець Віктор є голосом сумління, який не давав втратити надію, підтримує та запалює надію та віру в краще.
У 2010-х роках Віктор Маринчак, працюючи у Харківському національному університеті В. Н. Каразіна, читав лекції з історичної граматики, історичної фонетики, вступу до слов'янської філології та інших предметів.

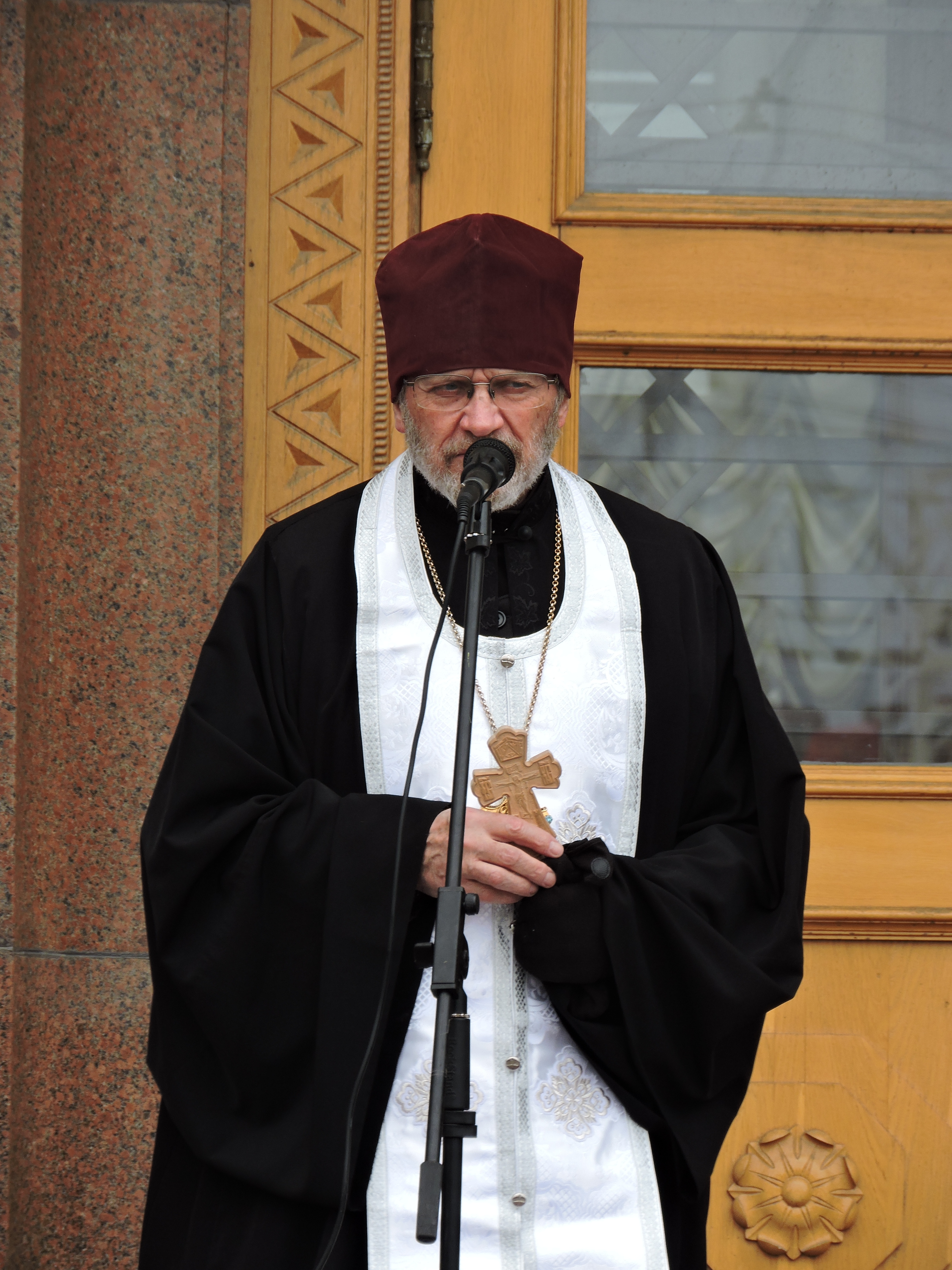
о. Віктор Маринчак на акції в День Гідності та Свободи у Харкові (2021)

У 2016—2017 роках було створено літературно-духовний цикл з 10-ти фільмів під назвою «Метанойя», які базувалися на інтерв'ю журналіста Володимира Чистіліна з отцем Віктором Маринчаком щодо сучасного осмислення літературних творів письменників ХІХ та ХХ століть, про морально-етичні проблеми і духовні цінності (режисер — Дмитро Коновалов, автор ідеї та журналіст — Володимир Чистілін). Зйомки фільму відбувалися у храмі, в оточенні ікон. У цьому циклі було створено фільми за творами «Майстер і Маргарита» Михайла Булгакова, «По кому подзвін» Ернеста Гемінґвея, «Злочин і кара» Федора Достоєвського, «Доктор Живаго» Бориса Пастернака, «Фаусту» Йоганна фон Гете, «Гамлет» Вільяма Шекспіра, «Гріх» Володимира Винниченка, «Камінний господар» Лесі Українки, поезії Василя Стуса та за оповіданням «Студент» Антона Чехова. Презентації цих фільмів проходили у Харкові у 2016—2017 роках, були покази і у 2018 роках. У 2018 році цикл фільмів був показаний на телеканалі «Еспресо TV».
А у 2018 році було створено проєкт «Метанойя 2.0», в рамках якого створено фільм «Сторонній» за однойменною повістю Альбера Камю (автор та продюсер — Володимир Чистілін, режисер — Дмитро Коновалов). Отець Віктор Маринчак є головною особою і осмислює літературну спадщину, але цей фільм доповнений ігровим кіно у виконанні акторів «Театру на Жуках» з Харкова. У 2021 році Віктор Маринчак разом з отцем Геннадієм Рохманійком знявся у документальному фільмі «Сковорода у Бабаях. Мрії» для порятунку маєтку Євдокима Щербініна та садиби Сковороди у селищі Бабаї поблизу Харкова, презентація якого відбулася у вересні 2021 року. Під час презентації відбулася дискусія про творчість Григорія Сковороди, в якій брав участь і отець Віктор.
Отець Віктор Маринчак освячував пам'ятні дошки відомим харків'янам: Юрію Шевельову, які встановлювалися у вересні 2013 (була того ж місяця знищена «титушками») та січні 2022 роках на будинку «Саламандра», де мешкав науковець, Володимиру Свідзінському у липні 2016 року, меморіальну дошку патріотам, які захистили Харків та область у 2014 році від російських загарбників і сепаратистів у будівлі Харківської ОДА (текст дошки затверджував Віктор Маринчак разом з Сергієм Жаданом), а також стелу біля садиби Сковороди у селищі Бабаї Харківського району Харківської області у червні 2021 року. 22 лютого 2016 року він освятив пам'ятний знак жертвам теракту біля Палацу спорту у Харкові, який стався 22 лютого 2015 року, а в інші роки проводив біля пам'ятного знака панахиди за загиблими в теракті.
У травні 2019 року під час спроби тодішнім Харківським міським головою Геннадієм Кернесом знести намет «Все для перемоги» на майдані Свободи у Харкові та протестів проти цього громадськості отець Віктор Маринчак освячував цей намет і проводив біля нього молебень.
Після створення Православної церкви України у грудні 2018 року та отримання нею томосу про автокефалію на початку січня 2019 року Віктор Маринчак зберіг за собою титул митрофорного протоієрея.
Віктор Маринчак є ініціатором встановлення на стінах храму Іоана Богослова у Харкові меморіалу загиблим в російсько-українській війні. Ідею встановлення такого меморіалу біля храму погодили, і він разом з волонтерами оглядав місця на території храму, де можна було би встановити стіну пам'яті. Відкриття меморіальної стіни пам'яті воїнам АТО і ООС російсько-української війни на сході України відбулося у жовтні 2020 року, а в її освяченні брав участь і сам Віктор Маринчак.

### У часи російського повномасштабного вторгнення (з 2022 року)

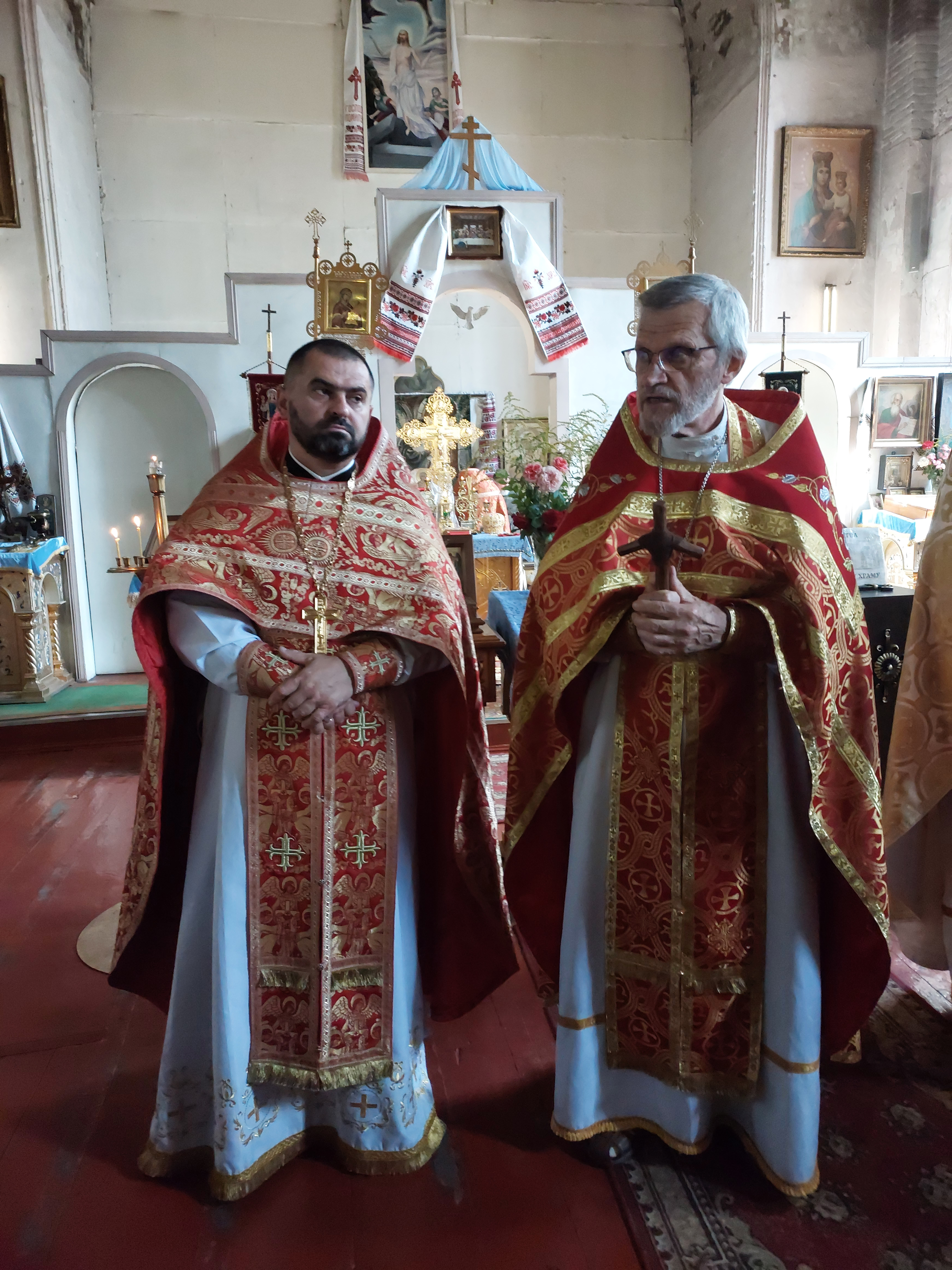
о. Віктор Маринчак (справа) звертається із проповіддю у храмі Іоана Богослова у Харкові (2024)

Напередодні російського повномасштабного вторгнення до України, яке почалося 24 лютого 2022 року, Віктор Маринчак заявив в інтер'ю журналістам, що залишиться у Харкові, оскільки не може залишити своїх парафіян і має розділити з ними їх долю, і це є його призначенням. Також він зазначив, що все продумав і готовий до будь-чого.
Певний час після початку російського широкомасштабного вторгнення до України та обстрілів Харкова отець Віктор Маринчак проводив богослужіння та таїнства на станції метро «Університет», допомогав тим, хто ховався від обстрілів у метро. Так, після ракетного удару по будівлі Харківської ОДА 1 березня 2022 року він провів літургію на місці ракетного удару на станції метро «Університет». Під час російських обстрілів Харкова, станом на середину квітня 2022 року, отець Віктор Маринчак продовжував звершувати богослужіння за спрощеним розкладом через комендантську годину, хоч на них приходило по одному — два парафіянина, а бували служби, під час яких нікого з парафіян у храмі не було. Також він продовжував спілкуватися з парафіянами храму Іоанна Богослова, хоча часто за допомогою телефону чи інших засобів зв'язку. Сам же отець Віктор в цей час читав творчість Сергія Жадана, Ліни Костенко і харківського поета Віктора Бойка.. А 9 вересня 2022 року під час вінчання військового з його дружиною, яке провадив отець Віктор Маринчак, стався обстріл храму Іоанна Богослова. Проте військовий прохав про продовження таїнства, бо йому за годину треба було повертатися на фронт.
Від початку повномасштабного російського вторгнення в Україну отець Віктор ледь не кожний день відспівує загиблих українських військових у Харкові та інших містах Харківщини, багатьох з яких він знав особисто чи їх родини.
Також у перші місяці після початку російського широкомасштабного вторгнення до України отець Віктор Маринчак займався волонтерством — наданням гуманітарної допомоги нужденним, яка йшла через храм Іоана Богослова у Харкові. За його словами, бували випадки, коли він вдвох разом з митрополитом Харківським і Слобожанським Митрофаном розвантажували вантажівку гуманітарної допомоги або це робили за участі інших священників, парафіян і волонтерів.
У 2022 році був відзначений міськими та обласними відзнаками за плідну роботу Православної церкви України протягом перших місяців російського повномасштабного вторгнення.
Станом на квітень — травень 2022 року Віктор Маринчак продовжував викладати на філологічного факультету Харківського національного університету імені В. Н. Каразіна, навіть мав у першому півріччі 2022 року проходити стажування, але через бойові дії цього не сталося. За інформацією низки ЗМІ він також продовжував працювати на своїй кафедрі у Харківському національному університеті імені В. Н. Каразіна наприкінці 2022 року, хоча на сайті кафедри слов'янської філології філологічного факультету Харківського національного університету імені В. Н. Каразіна, яка була утворена у 2022 році на базі кафедр російської мови та російської літератури, інформація про нього як викладача кафедри станом на кінець листопада 2022 року була відсутня. Сам Віктор Маринчак в інтерв'ю наприкінці січня 2023 року зазначив, що на той момент вже не працював викладачем.
Протягом осені 2022 — весни 2023 років отець Віктор Маринчак брав участь у низці мистецьких заходів та інтелектуальних диспутів, організованих кіноклубом «Нова Україна» у Харкові, щодо переосмислення російської культури і літератури в контексті повномасштабного вторгнення російських військ до України, колективної відповідальності росіян, імперськості російської літератури та токсичного впливу РПЦ. Під час цих диспутів демонструвалися фільми з проєкту «Метанойя». Зокрема, були проведені заходи, присвячені творам «Майстер і Маргарита» Михайла Булгакова, «Злочин і кара» Федора Достоєвського, «Доктор Живаго» Бориса Пастернака, «Студент» Антона Чехова.
Отець Віктор Маринчак у 2024 році звершував освячення меморіальної дошки нацгвардійцям 5-ї окремої Слобожанської бригади, загиблим від російського авіаудару 5 березня 2022 року, та муралу на честь волонтера Антона Хрустальова, який загинув у 2022 році.
Сам отець Віктор Маринчак проживає у Харкові, на Холодній Горі. Ця місцевість міста під час боїв за Харків піддавалася бомбардуванню з російської авіації, а отець Віктор на власні очі бачив як над будинками літали російські літаки.

## Науковий доробок
Віктор Маринак є дослідником та шанувальником російської літератури та поезії. Як філолог вивчав твори Олександра Пушкіна, Федора Достоєвського, Антона Чехова, Бориса Пастернака, Михайла Булгакова, Йоганна Гете та Райнера Марія Рільке. Він вважає, що русистика в Україні має бути фаховою і об'єктивною на відміну від імперської, політично заангажованої російської філології, яка виступає ідеологічною прислужницею російської пропаганди. За його словами, російські дослідники російської мови та літератури приховують весь негатив мовно-культурної картини світу та узгоджують свої роботи з офіційною доктриною «російського світу», яка існує в Росії. В одному з інтерв'ю, як приклад сучасних досліджень про розвіяння міфів про «Святу Русь» та винятковість духовних якостей і месіанське призначення російського народу, він наводив працю Еви Томпсон «Трубадури імперії».
Як фахівець з російської філології, Віктор Маринчак займався вивченням теми «Російська мова як мова міжнаціонального спілкування», а тому до нього прийшло розуміння, що наслідком особливого статусу російської мови в Радянському союзі стає витіснення всіх інших мов у СРСР з більшості сфер вжитку і комунікації та набуття ними стану меншовартості.
Перша книга Віктора Маринчака, яку він видав під докторську дисертацію, не отримала розуміння у науковій спільноті, якій була адресована. Проте на її основі на одному з телеканалів України вийшов цикл літературних програм «Метанойя». У книзі «Досвід навернення. Метанойя о. Віктора Маринчака», яка побудована на серії інтерв'ю з ним і вийшла друком у 2020 році, Віктор Маринчак казав, що ще не закінчив свою роботу як філолог і планує видати книгу «Феменологія Слова». При цьому про «слово» як логос в лінгвістичному й філософському розумінні та «Слово» як другу іпостась Бога. Це буде його, свого року, докторська дисертація.
Віктор Маринчак став співавтором книги Арсена Авакова «2014. Миттєвості харківської весни», яка вийшла друком наприкінці 2020 року, і була презентована громдськості у січні 2021 року.
- Маринчак В. А. Анализ семантико-синтаксической организации текста (на материале русской научной речи): дис. … канд. филол. наук: 10.02.01. — Х., 1982. — 202 с.

- Маринчак В. А. Интенциональное исследование ценностной семантики в художественном тексте. — Х. : Фолио, 2004. — 287 с.
- Маринчак В. А. Настоятельность сказанного. Катастрофическое — сокровенное — сакральное в искусстве слова / Харьковская правозащитная группа. — Харьков: Права людини, 2010. — 344 с. — ISBN 978-966-8919-91-6
- Мова і стиль газети: метод. рекомендації щодо поліпшення мовної культури періодичної преси Харківщини / Л. В. Венєвцева, В. С. Калашник, О. К. Клименко, В. А. Маринчак та ін. — Х., 1985. — 57 с.

- Маринчак В. А. Опыт экспериментального исследования лексико-семантических фактов прагматической валентности текста // Материалы V Всесоюзного симпозиума по психолингвистике и теории коммуникации, Ленинград, 27–30 мая 1975 г. — М., 1975. — Ч. 2. — С. 205—207.
- Маринчак В. А. Прагматическая характеристика текста // Текст и аспекты его рассмотрения: тез. докл. и сообщ. межвуз. науч.-метод. конф. — М., 1977. — С. 44–45.
- Маринчак В. А. Експериментальне вивчення прагматичної інтерпретації лексичних одиниць // Вісн. Харк. ун-ту. — 1977. — № 154: Питання жанру, поетики, стилю. — С. 50–53.
- Маринчак В. А. Критерии иерархизации предмет в речи в структре связного текста // Общение: теоретические и прагматические проблемы. — М., 1978. — С. 80–88.
- Маринчак В. А. Прагматический аспект знака, информации, текста // Функциональные стили речи в синхронном и диахроническом аспектах: межвуз сб. науч. тр. — Пермь, 1978. — С. 128—135.
- Маринчак В. А. Проблема накопления текстовой информации // Тезисы VI-го Всесоюзного симпозиума по психолингвистике и теории коммуникации (Москва, 17–20 апреля 1978 г.). — М., 1978. — С. 119—121.
- Маринчак В. А. «Самовитое слово» В. Хлебникова // Рус. речь. — 1978. — № 2. — С. 58–62.
- Маринчак В. А. Характеристика и факторы информативности текста // Вісн. Харк. ін-ту. — 1978. — № 165: Сер.: Філологія. — Вип. 11. — С. 76–81.
- Маринчак В. А. О разграничении компонентов актуального членения предложения // Вопросы структуры предложения: сб. науч. тр. — Днепропетровск, 1980. — С. 109—125.
- Маринчак В. А. Синтаксис связного текста в структурном и линейном аспектах // Функциональный анализ единиц мофолого-синтаксического уровня: сб. науч. тр. / Иркут. гос. ун-т им. А. А. Жданова. — Иркутск, 1980. — С. 17–27.
- Маринчак В. А. К вопросу прагматических характеристиках текста // Аспекты изучения текста: сб. науч. тр. / Ун-т дружбы народов им. Патриса Лумумбы. — М., 1981. — С. 102—109.
- Маринчак В. А. Семантика текста: инциденты, состояния, катастрофы / В. А. Маринчак, Т. А. Смирнова // Материалы 8-го Всесоюзного симпозиума по психолингвистике и теории коммуникации: (тез. докл.). — М., 1985. — С. 110—112.
- Маринчак В. А. Теория словесности А. А. Потебни и семантика текста // Творча спадщина О. О. Потебні і сучасні філологічні науки: (До 150-річчя з дня народження О. О. Потебні): тези респ. наук. конф. — Х., 1985. — С. 228—230.
- Маринчак В. А. О некоторых категориях семантики текста // Вісн. Харк. ун-та. — 1987. — № 310: Дослідження з класичної і радянської літератуpи, лінгвостилістики та граматичної структури української та російської мов. — С. 77–82.
- Маринчак В. А. Семантика и употребление пропозициональных операторов обнаружения // Пропозициональные предикаты в логическом и лингвистическом аспекте: тез. докл. раб. совещания / АН СССР, Ин-т языкознания, Проблемная группа «Логический анализ естественного языка». — М., 1987. — С. 75–78.
- Маринчак В. А. Модус в семантике текста / Г. М. Зельд вич, В. А. Маринчак // Вісн. Харк. ун-ту. — 1988. — № 327: Лінгвістична спадщина Л. Булаховського і розвиток філологічної науки в Харківському університеті. — С. 31–38.
- О semantici propozicijskih operatora «percepcije, promatranja, uočavanja» / V.A. Marinčak, O.N. Trostinska // Sol Lingvistčki časopis. — 1988.– № 5, codina 3. — Svezak 1. — S. 11–23.
- К семантике пропозициональных операторов восприятия, наблюдения, обнаружения / В. А. Маринчак, О. Н. Тростинская // Вісн. Харк. ун-ту. — 1991. — № 353: Питання сучасного радянського літературознавства і мовознавства. — С. 81–87.
- Прогноз и ожидание как специфические разновидности пропозиционной установки предположения / Ю. А. Гуляева, В. А. Маринчак // Материалы республиканской научно-методической конференции «Вопросы совершенствования обучения иностранному языку как средство межнационального общения» (14–16 мая 1991 г.). — Х., 1991. — Ч. 2. — С. 19–20.
- К вопросу о функционировании в речи утверждений знания / С. В. Завертанная, В. А. Маринчак // Вестн. Харьк. ун-та. — 1992. — № 368: Организация процесса обучения иностраанных учащихся. — С. 18–21.
- Семантика и системные отношения пропозициональных установок предположения, прогноза и ожидания / Ю. А. Гуляева, В. А. Маринчак // Вісн. Харк. ун-ту. — 1993. — № 376 : Теоретичні проблеми літературознавства та мовознавства на сучасному етапі. — С. 67–72.
- Маринчак В. А. Різдвяний цикл Богдана-Ігоря Антонича в контексті діалогу міфообрядової і релігійної свідомості // Зб. ХІФО. Нова сер. — 1994. — Т. 3. — С. 57–66.
- Маринчак В. А. Мифоритуальные архетипы и религиозная интенциональность в поэтическом тексте / Вісн. Харк. ун-ту. — 1999. — № 448: Міф і міфопоетика традиційних та сучасних формах культурно-мовної свідомості. — С. 96–100.
- Маринчак В. А. Религиозная интенциональность в стихотворении А. С. Пушкина «Отцы пустынники и жены непорочны» в сопоставлении с молитвой св. Ефрема Сирина // Вісн. Харк. ун-ту. — 1999. — № 449: Сер.: Філологія: Пушкін наприкінці ХХ століття. — С. 20–25.
- Маринчак В. А. Усилие одоления // Вторая навигация: альманах. — М., 1999. — Вып. 2. — С. 70–102.
- Маринчак В. А. Ценностное отношение в пушкинской интерпретации // Вісн. Харк. ун-ту. — 2000. — № 473: Сер.: Філологія: Праці молодих учених філологічного факультета. — С. 106—114.
- Маринчак В. А. Ожидание и осуществление чуда в интенциональности и судьбах героев «Преступления и наказания» // Вторая навигация: альманах. — М., 2001. — Вып. 3. — С. 208—228.
- Маринчак В. А. Ценностная интенциональность в семантике русского культурного сознания и художественного текста // Вісник Харк. нац. ун-ту. — 2001. — № 519: Сер.: Філологія. — Вип. 32: Сучасні філологічні студії. — С. 18–26.
- Маринчак В. А. Принципы конституирования метаязыка ценностной семантики // Вісн. Харк. нац. ун-ту. — 2001. — № 520. — Сер.: Філологія. — Вип. 33: Філологічні дослідження дискурса. — С. 12–18.
- Маринчак В. А. Конституирование ценностного отношения в лирике А. Пушкина // Проблеми взаємодії мистецтва, педагогіки та теорії і практики освіти: зб. наук. праць / Харк. держ. ін-т мистецтв ім. І. П. Котляревського. — К., 2002. — Вип. 10. — С. 53–68.
- Маринчак В. А. «Гамлет» Б. Пастернака: интенциональное самоопределение в контекстах культуры, истории, судьбы // Вторая навигация: альманах. — Запорожье, 2003. — Вып. 4. — С. 208—232.
- Маринчак В. А. І надходить пітьма: [Про драму В. Винниченка «Гріх»] // Культура, людина і право. — 2003. — № 11 (червень). — С. 6–11.
- Маринчак В. А. Интенциональность в исследовании семантики художественного текста // Вісн. Харк. нац. ун-ту. — 2003. — № 583: Сер.: Філологія. — Вип. 37: Філологічні дослідження тексту. — С. 9–12.
- Маринчак В. А. Интенциональная семантика рассказа А. П. Чехова «Студент» (религиозная интенциональность: синтагматический аспект) // Вісн. Харк. нац. ун-ту. — 2003. — № 595: Сер.: Філологія. — Вип. 38: Сучасні аспекти дослідідження літератури ХХ століття. — С. 109—114.
- Маринчак В. А. Ценностная семантика художественного текста в ее контекстуальной обусловленности // Вісн. Харк. нац. ун-ту. — 2004. — № 627: Сер.: Філологія. — Вип. 40. — С. 97–103.
- Маринчак В. А. Семантика ценностного отношения в культурном дискурсе и художественном тексте // Вісн. Харк. нац. ун-ту ім. В. Н. Каразіна. — 2004. — № 631: Сер.: Філологія. — Вип. 41. — С. 204—211.
- Маринчак В. А. Об общем подходе к изучению ценностной семантики в художественном тексте // Вісник Харк. нац. ун-ту. — 2004. — № 632: Сер.: Фiлологiя. — Вип. 42. — С. 397—400.
- Маринчак В. А. Семантика ценностного отношения // Вісн. Харк. нац. ун-ту ім. В. Н. Каразіна. — 2005. — № 659: Сер.: Філологія. — Вип. 44. — С. 26–31.
- Маринчак В. А. Четыре слова и четыре строки из Гете // Проблеми взаємодії мистецтва, педагогіки та теорії і практики освіти: зб. наук. праць / Харк. держ. ін-т мистецтв ім. І. П. Котляревського. — Х., 2005. — Вип. 16. — С. 5–10.
- Маринчак В. А. Интенциональный субъект и «дом бытия» // Вісн Харк. нац. ун-ту. — 2007. — № 787: Філологія. — Вип. 52. — С. 7–12.
- Маринчак В. А. Интенциональный субъект и дом бытия // Вторая навигация: альманах. — Запорожье, 2008. — Вып. 8. — С. 256—265.
- Маринчак В. А. «Он межд нами жил…»: К 70-летию В. М. Шевелева // Вісн. Харк. нац. ун-ту. — 2009. — № 846: Сер.: Філологія. — Вип. 56. — С. 203—204.
- Маринчак В. А. Гамлетизм поетичної інтенціональності В. Стуса: від самовтрати до самовигнання. Ренесансні студії. 2016. — Вип. 25–26. — С. 25–26.

- Маринчак В. А. С нами Бог!: эссе // Звездный Мост: антология. — Х., 2004. — С. 216—219.

- Маринчак В. А. Втаємничення в недосяжне: [вступ] // Краю гаю не видала: [вірші] / Олександра Криворучко. — Х., 1993. — С. 3–8.
- Маринчак В. А. Спочатку було Слово: [передмова] // Очима серця: Ув'язнена лірика. — Х., 1993. — С. 3–4.
- Концепция света / Инна Захарова; авт. предисл. В. Маринчак. — Х.: Права людини, 2010. — 119 с. — ISBN 978-617-587-011-2

## Громадянська позиція

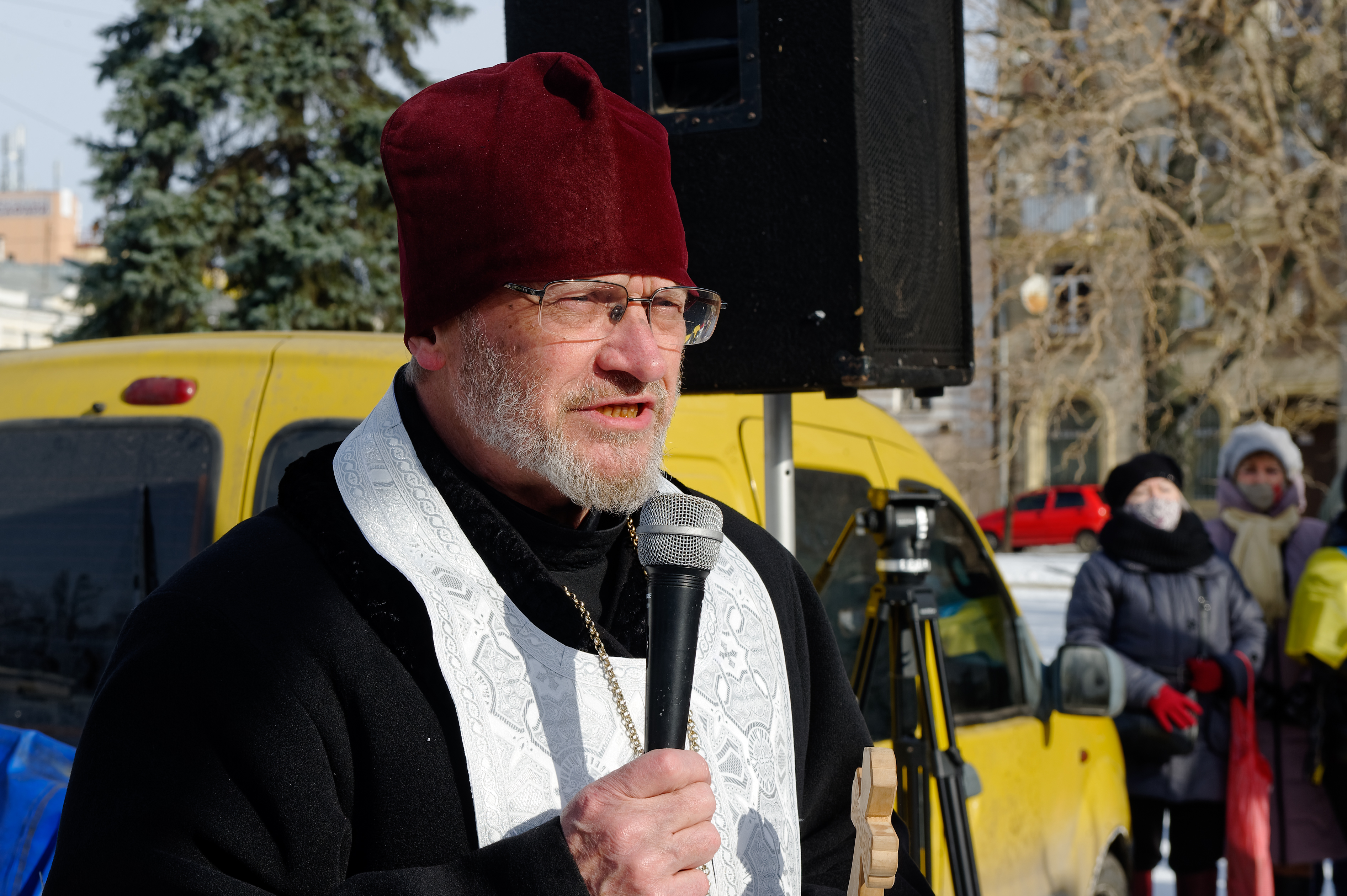
о. Віктор Маринчак на акції пам'яті в День Героїв Небесної сотні у Харкові (2021)

Віктор Маринчак вважає себе пересічною людиною, яка не була героєм, підпільником, дисидентом, не сиділа в тюрмі. Також він завжди любив рідний Харків та цінував людей, які жили і працювали у місті, серед яких виокремлював Олександра Потебню, Миколу Сумцова, Дмитра Овсянико-Куликовського, Григорія Квітку-Основ'яненка, Миколу Костомарова, отця Тимофія Буткевича.
Орієнтиром для Віктора Маринчака як священника був отець Олександр Мень.
Віктор Маринчак в інтерв'ю у 2001 році стверджував, що завдяки вивченню історії ще до розпаду Радянського союзу розумів, що будь-яка імперія приречена на розпад. Він сподівався, що розпадеться і Радянський союз, і тому співчував народам колоніальних частин СРСР і Росії, появі народних фронтів і рухів в колишніх радянських балтійських республіках, а також усвідомлював пригноблений стан українського народу, української мови і культури.
На думку Віктор Маринчака, в Україні немає конфронтацій в суспільстві, оскільки українське суспільство толерантне, а всі проблеми щодо української мови, культури і української церкви мають політичний характер, зокрема, через пропоганду проти України з боку Росії та РПЦ. При цьому на початку 2000-х років в одному з інтерв'ю він заявив, що рівноправності між українською та російською мовами на той момент не існувало, оскільки російська мова в Україні має сильніші позиції, ніж українська мова.
Він вважає, що найкраще, що можна зробити для солдата російського війська — це його вбити, а ідеологію «російського світу» і приналежну до нього Російську православну церкву — еклезіологічною єрессю. Також він зазначає, що Україні необхідна перемога, бо без перемоги не буде і миру, а буде рабство.
Навесні 2015 року, коли під час повалення пам'ятників радянської доби активісти у Харкові встановлювали на їх постаменти хрести, отець Віктор Маринчак схвально висловився про це, і зазначив, що хрест — це символ добра і любові, і існує православна традиція ставити хрести на язичницьких капищах, а комунізм і християнство — це дві протилежності.
Він виступав підписантом низки листів до органів влади: у 2018 році щодо підтримки законопроєкту № 5556 «Про мови в Україні», у 2020 році щодо державної відповідальності за створення Національного меморіального комплексу в Бабиному Яру, а у березні 2022 року до Харківського міського голови Ігоря Терехова щодо очищення топоніміки Харкова від російського та радянського минулого.
У грудні 2019 року отець Віктор Маринчак взяв участь у протесті проти включення підозрюваних у вчиненні теракту під час «Маршу єдності» 22 лютого 2015 року у Харкові Володимира Дворнікова, Віктора Тетюцького та Сергія Башликова у списки на обмін. Також він зазначив, що подібні дії «неприйнятні з точки зору права, моралі та духовності».
Також у 2019 році отець Віктор був прибічником святкування свята Різдва Христового 25 грудня, але зазначав, що це викликає опір консерваторів. Він станом на 2022 рік був прибічником системного підходу через перехід на новий календар.

## Особисте життя

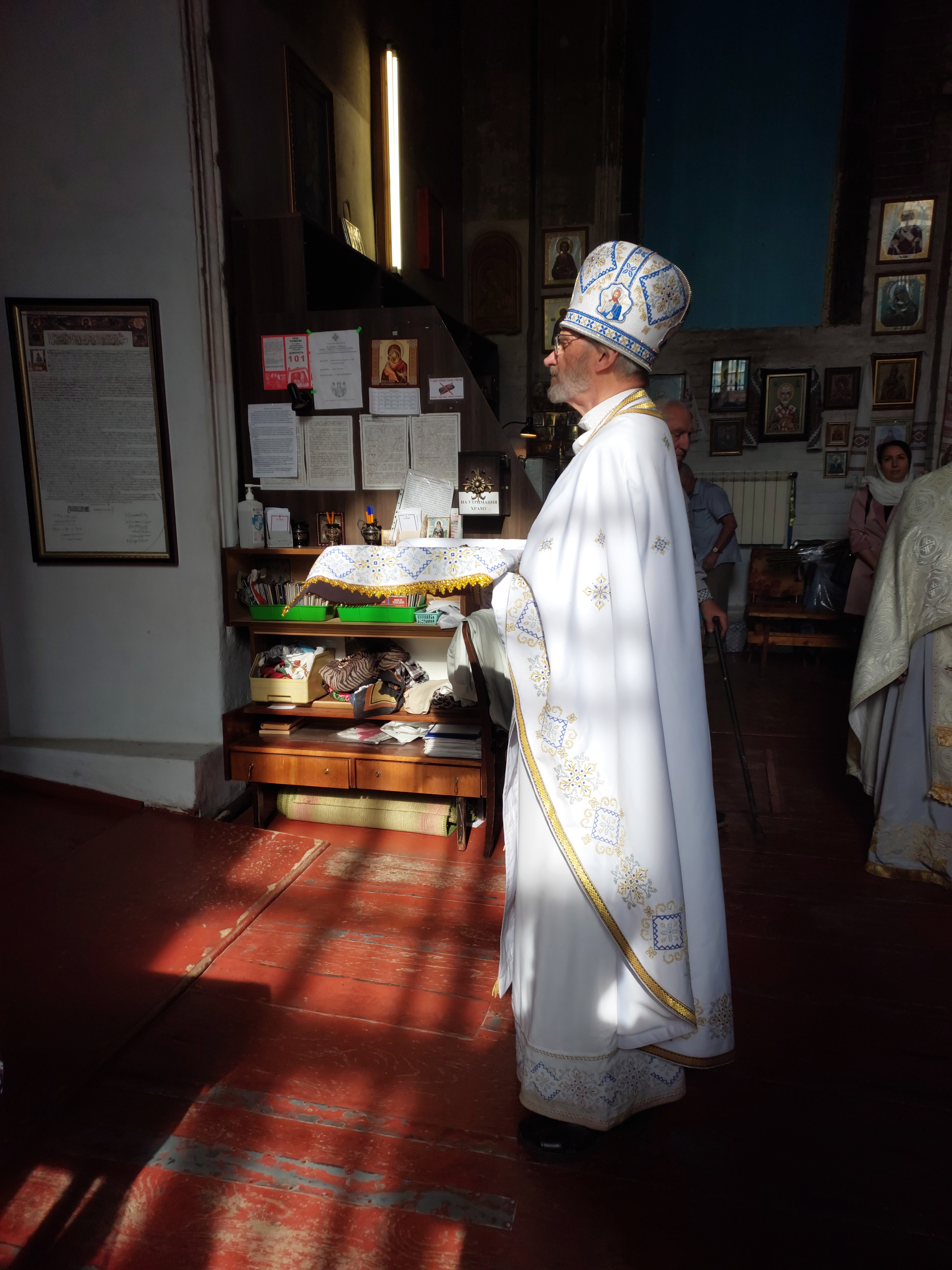
о. Віктор Маринчак під час храмового свята у храмі Іоана Богослова у Харкові (2024)

Зі своєю майбутньою дружиною Тетяною Миколаївною Смирновою (Маринчак) Віктор Маринчак познайомився у 1969 році, коли вона була його студенткою та працювала журналісткою на одному з виробничих об'єднань. Після завершення університету вона залишилась працювати на кафедрі російської мови, і викладала як мінімум станом на весну 2020 року. Зблизились вони після його повернення зі служби в Радянській армії, коли він переживав ранню смерть матері, а вона також втратила матір, поки Віктор служив. Згодом вони почали обмінювати книжками і платівками: вони читали, слухали одне і те саме. Хоча його стосунки з майбутньою дружиною складалися не просто. Саме Віктор Маринчак привів її до церкви, в яку сам ходив. А коли йому було 35 років, то вони почали жити разом. Пізніше він з дружиною Тетяною все робили разом: готували чи гуляли з дитиною.
Віктор Маринчак вважає, що лише його дружина Тетяна могла забезпечити його свободою для самореалізації, зокрема стати священником гнаної церкви. Його дружина поставилася з розумінням і підтримкою до рішення стати священником, хоча не уявляла що таке стати матушкою і яке це навантаження. При цьому ані він, ані не дружина не захоплюються владою у церкві, а його дружина як матушка активно не займається церковними справами.
Віктор Маринчак має трьох дітей:
- Олексій
- Наталка (1981 р.н.) — поетка, письменниця, перекладачка, журналістка[208][9].
- Микита (1989 р.н.)[205] — соліст Харківського національного академічного театру опери та балету імені М. В. Лисенка[209][210], регент хору храму Іоана Богослова у м. Харкові[211][212].

Віктор Маринчак вважає себе інтровертом, любить слухати творчість Володимира Горовиця.

## Відзнаки і нагороди
- Орден «За заслуги» II ступеня (2017) «за значний особистий внесок у державне будівництво, соціально-економічний, науково-технічний, культурно-освітній розвиток Української держави, вагомі трудові досягнення, багаторічну сумлінну працю»[214]
- Орден «За заслуги» III ступеня (2009) «за значний особистий внесок у соціально-економічний, науково-технічний і культурний розвиток України, вагомі досягнення у трудовій діяльності, багаторічну сумлінну працю та з нагоди річниці підтвердження всеукраїнським референдумом 1 грудня 1991 року Акта проголошення незалежності України»[215]
- Орден святого рівноапостольного князя Володимира ІІ ступеня ПЦУ (2021)[216]
- Орден Святого Рівноапостольного князя Володимира Великого ІІІ ступеня УПЦ КП (2015)[217][218]
- Орден Христа Спасителя УПЦ КП (2015)[219][212]
- Почесна грамота Харківської міської ради (2022) «за багаторічну церковну діяльність, вагомий внесок у духовне відродження нації, утвердження миру в суспільстві, надання гуманітарної допомоги мешканцям міста Харкова під час воєнного стану»[175][220]
- орден «Єдність та воля» Всеукраїнського об'єднання учасників бойових дій та волонтерів АТО (2020)[221]
- хрестом «Честь і Слава» від волонтерів «за активну громадську діяльність» (2023)[222]
- іменна єпитахиль від предстоятеля Православної церкви України митрополита Епіфанія (2022)[223]

## Вшанування
У червні 2014 року відбулася прем'єра кіноесе «Дні страху» про тему страхів в умовах агресії та заснований на подіях зими 2014 року в Харкові, героєм однієї із новел якого став Віктор Маринчак (автор — Лідія Стародубцева, режисер — Дмитро Коновалов)
У листопаді 2017 року до Дня Гідності та Свободи відбулася прем'єра документального фільму «Ловець душ» про життя Віктора Маринчака та шлях до свободи із тоталітарного суспільства (режисер — Дмитро Коновалов, продюсер та журналіст — Володимир Чистілін). Згодом його було показано на телеканалі «Еспресо TV»
У 2020 році журналіст Володимир Чистілін видав книгу про Віктора Маринчака «Досвід навернення», в якій показана епоха через його життя та яка складається з інтерв'ю. Отримані від продажу книги гроші планувалося витрати на реконструкцію храму Іоанна Богослова, а деякі примірники було передано харківські бібліотеки і лікарні.

### Інтерв'ю із Віктором Маринчаком
- Владимир Чистилин (6 січня 2009). Как упорядочить мир. Главное.in.ua. Процитовано 9 березня 2025.
- Наталія Павленко (3 жовтня 2012). "Треба йти назустріч своїм тривогам, хвилюванням, страхам. Не віддавати себе переживанням", - Віктор МАРИНЧАК, 67 років, священик, викладач філології. Gazeta.ua. Процитовано 9 березня 2025.
- Юлія Гуш (21 лютого 2014). Отець Віктор Маринчак: «Тільки вільна людина, яка має свободу внутрішню та зовнішню, є по-справжньому образом Божим». Справжня варта. Процитовано 9 березня 2025.
- Тетяна Трощинська (1 лютого 2018). Харківський Євромайдан зупинив «Південно-Східну республіку», - Отець Віктор Маринчак. Громадське радіо. Процитовано 2 лютого 2025.
- Віктор Маринчак: "Здобудь свободу разом із своїм народом, а не користуйся чужою свободою". Еспресо. 11 лютого 2018. Процитовано 2 лютого 2025.
- Марія Солодовнік, Роман Кривко (30 липня 2022). "Люди не можуть терпіти налаштованості на Москву": розмова з отцем з Харкова Віктором Маринчаком. Суспільне. Харків. Процитовано 2 лютого 2025.
- Іванна Скиба-Якубова (8 жовтня 2022). «Ми приречені і на тортури, і на перемогу», - отець Віктор Маринчак про те, як відстояти людську гідність. LB.ua. Процитовано 2 лютого 2025.
- Антон Алохінссон (31 січня 2023). «Рускій мір — це єресь». Розмова зі священником Віктором Маринчаком про війну, свободу та колективну відповідальність. Люк. Процитовано 2 лютого 2025.
- Денис Волоха (8  вересня 2023). ‘Я не звик до того, що у храмі 4 труни з бійцями’, — священник Віктор Маринчак. Інформаційний портал Харківської правозахисної групи. Процитовано 2 лютого 2025.

### Відео- та аудіоінтерв'ю із Віктором Маринчаком
- Іоано-Богословський храм ПЦУ м.Харків (22 червня 2013). Настоятель Івано-Богословського храму м. Харкова о.Віктор Маринчак в програмі "Нове життя - це я!". YouTube. Процитовано 14 березня 2025.
- телеканал р1 (18 червня 2019). Отець Віктор Маринчак у програмі КОМЕНТАРІ / Телеканал Р1 / 17.06.2019. YouTube. Процитовано 14 березня 2025.
- телеканал р1 (26 листопада 2019). ПЕРСОНА Віктор Маринчак у програмі ПЕРСОНА / 21.11.2019. YouTube. Процитовано 14 березня 2025.
- Kharkiv Media Hub (6 березня 2023). ЛЮТИЙ LIFE — отець Віктор Маринчак. YouTube. Процитовано 14 березня 2025.
- Філіп Дикань (2 червня 2023). Харківський Архієрейський собор 1992 року. Радіо Накипіло. Процитовано 14 березня 2025.
- Наталка Маринчак (24 жовтня 2023). «Смерте, де твоє жало? Пекло, де твоя перемога?». Радіо Накипіло. Процитовано 14 березня 2025.
- Наталка Маринчак (16 січня 2024). Стрес, Стус і Бог. Радіо Накипіло. Процитовано 14 березня 2025.
- NEW CHRISTIAN (7 березня 2024). Щоденник душі: Отець Віктор Маринчак про сучасні виклики / «Я бачив Бога». YouTube. Процитовано 14 березня 2025.
- Іоано-Богословський храм ПЦУ м.Харків (4 липня 2024). Щоденник душі о Віктор Маринчак про сучасні виклики. YouTube. Процитовано 14 березня 2025.
- Радіо Хартія (27 липня 2024). Віктор Маринчак: «Незалежна церква — загроза імперії» / Жадан, Стандарти кухонно-диванної експертизи. YouTube. Процитовано 14 березня 2025.
- Суспільне Харків (27 липня 2024). «Місія — надихати». Спогади про Євромайдан у Харкові отця Віктора Маринчака. YouTube. Процитовано 14 березня 2025.

### Відео із Віктором Маринчаком
- "Акценты" (26.04.2008) Гость: Отец Виктор Маринчак на YouTube
- Майдан Моніторинг (19 грудня 2013). Отець Віктор Марінчак про те, як підтримують Українські церкви #Євромайдан. YouTube. Процитовано 14 березня 2025.
- Майдан Моніторинг (2 січня 2014). Отець Віктор з передноворічним посланням до #Євромайдан #Харків. YouTube. Процитовано 14 березня 2025.
- Den Sinelnykov (9 січня 2014). Священник, настоятель хр. Іоанна Богослова. Віктор Маринчак на майдані. YouTube. Процитовано 14 березня 2025.
- Den Sinelnykov (16 січня 2014). Віктор Маринчак на Євромайдані. YouTube. Процитовано 14 березня 2025.
- Майдан Моніторинг (10 лютого 2014). Отець Віктор: Про Совість. YouTube. Процитовано 14 березня 2025.
- Майдан Моніторинг (7 квітня 2014). Отець Віктор про битву між свободою та рабством. YouTube. Процитовано 14 березня 2025.
- Віктор Маринчак про ідентичність та її вибір 28.02.2018 на YouTube
- Майдан Моніторинг (12 груд. 2020). Kharkiv Security 5. Отець Віктор Маринчак. YouTube. Процитовано 14 березня 2025.
- Новий Харків (10 березня 2022). 2022 03 09 Віктор Маринчак про сьогодення та доктрину Російської Імперії. YouTube. Процитовано 14 березня 2025.

### Інше
- Канал Іоано-Богословського храму ПЦУ м.Харків на YouTube
- Православна Церква України. Храм Святого Іоана Богослова міста Харкова. Процитовано 14 березня 2025.